# بيدرو ايمبيس
بيدرو ايمبيس (1 فبراير 1997 بإشتوريل في البرتغال - ) هو لاعب كرة قدم برتغالي في مركز الدفاع.

## روابط خارجية
- بيدرو ايمبيس على موقع قاعدة بيانات كرة القدم.إي يو (الإنجليزية)
- بيدرو ايمبيس على موقع Soccerway.com (الإنجليزية)
- بيدرو ايمبيس على موقع عالم كرة القدم.نت (الإنجليزية)